# Caeretaner Hydria

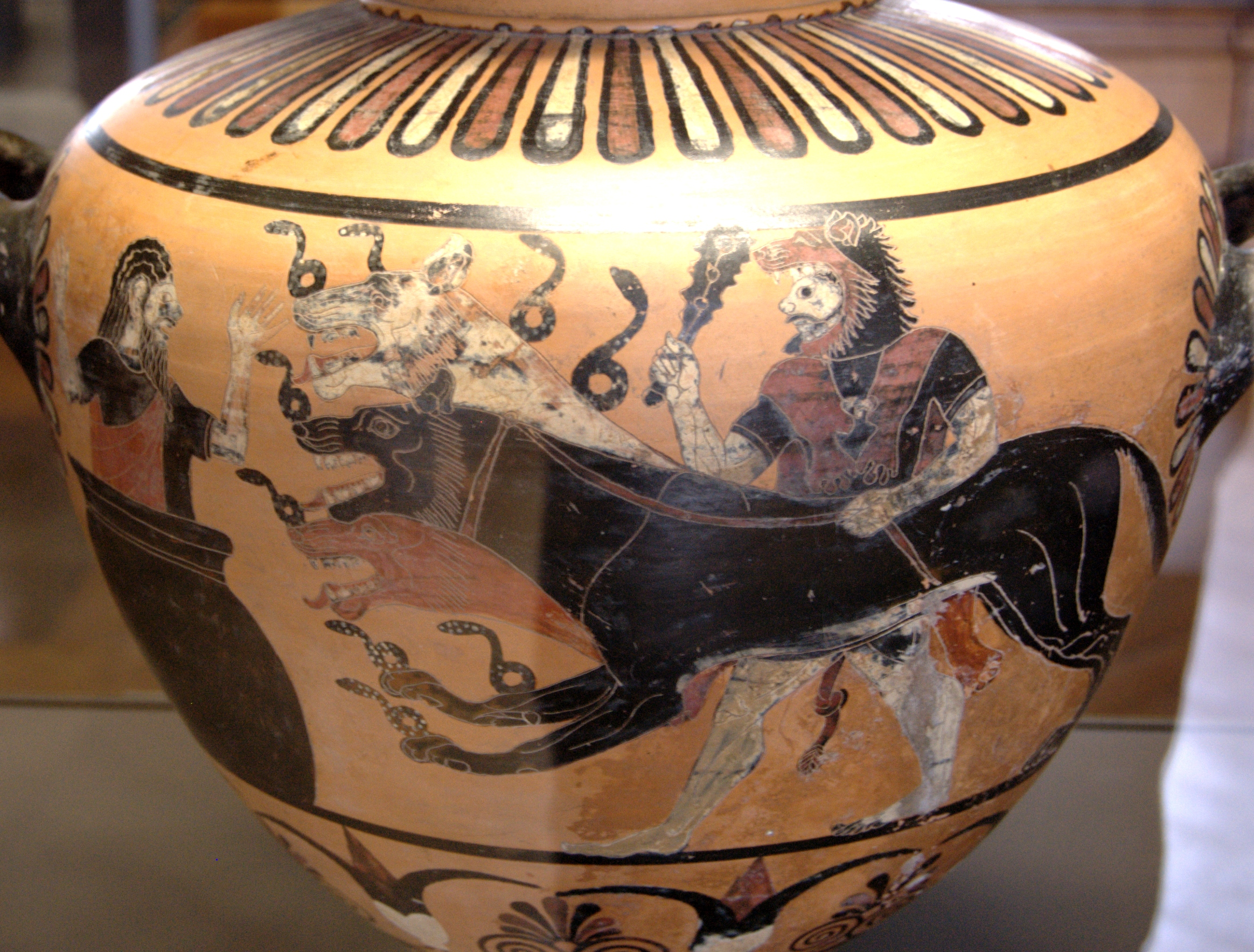
Herakles, Kerberos und Eurystheus auf einer Hydria des Adler-Malers; um 525 v. Chr.

Als Caeretaner Hydrien bezeichnet man einen besonderen Stil der griechischen Vasenmalerei, der dem schwarzfigurigen Stil zugerechnet wird.
Bei den Caeretaner Hydrien handelt es sich um eine besonders farbenfrohe Gattung der griechischen Vasenmalerei. Über die Herkunft der Gefäße wird in der Forschung gestritten, in den letzten Jahren setzt sich die Ansicht durch, dass es sich bei den Produzenten der Vasen um zwei aus dem ostgriechischen Raum nach Caere in Etrurien eingewanderte Töpfermaler handelt. Aufgrund ihrer Bemalung wurde die Vasen lange Zeit als etruskisch oder korinthisch angesehen. Doch Beischriften in ionischem Griechisch stützten die Theorie der Einwanderung. Ihre Werkstatt hatte nur eine Generation Bestand. Heute sind etwa 40 Vasen des Stils bekannt, die die beiden Meister und ihre Gehilfen produziert haben. Keine von ihnen wurde außerhalb Etruriens gefunden. Der Großteil wurde in Caere gefunden, nach dem Ort haben sie auch ihre Namen, der von Carl Humann und Otto Puchstein kreiert wurde. Die Vasen werden etwa in die Zeit zwischen 530 und 510/500 v. Chr. datiert.
Die Hydrien haben eine Höhe von 40 bis 45 Zentimetern. Die Vasenkörper haben abgesetzte, hohe und weit ausladende Hälse, breite Schultern und niedrige Ringfüße in Form umgedrehter Kelche. Die technische Qualität der Vasen ist eher als gering einzuschätzen. Nicht wenige der Hydrien sind verformt oder weisen Fehlbrände auf. Zudem findet man bei vielen Exemplaren Dellen von Stößen, die schon vor dem Brand leichte Verformungen verursachten. Die Bemalung des Körpers gliederte sich in vier Zonen: Schulter, eine figürliche und eine ornamentale Bauchzone sowie ein unteres Ende. Abgesehen von der figürlichen Bauchzone waren alle Zonen ornamental verziert. Nur einmal ist bekannt, dass zwei figürliche Bauchfriese aufgebracht wurden.

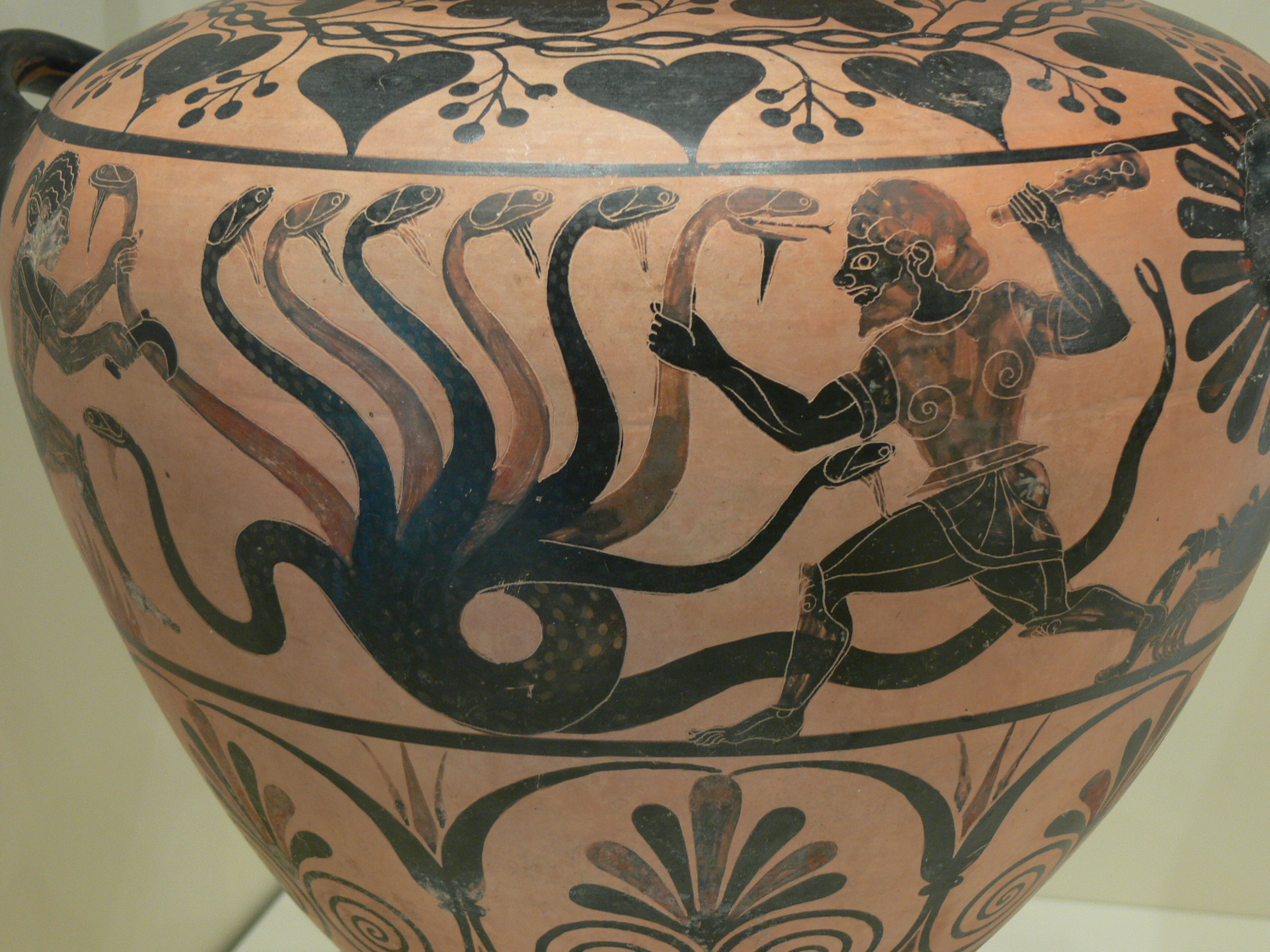
Herakles im Kampf mit der Lernäische Hydra auf einer Hydria des Adler-Malers; um 525 v. Chr.

Ihren Reiz üben die Vasen vor allem aufgrund ihrer bunten Bemalung aus. In ihrer Vielfarbigkeit unterscheidet sich diese Gattung von allen anderen schwarzfigurigen Stilformen. Der Stil erinnert an die ionische Vasenmalerei und an in Ägypten gefundene, vielfarbig bemalte Holztafeln. Die Figurendekoration erfolgte auf dem Bauch. Männer können mit roter, schwarzer oder weißer Haut gezeigt werden, Frauen haben fast immer weiße. Die Konturen wie auch die Details sind wie beim schwarzfigurigen Stil üblich eingeritzt. Flächen aus schwarzem Glanzton wurden des Öfteren mit einer weiteren farbigen Schicht Glanzton überzogen, so dass bei Ritzungen der schwarze Glanzton zur Binnenzeichnung wurde. Auf der Vorderseite sind die Darstellungen immer bewegt, auf der Rückseite häufiger heraldisch angelegt.
Die Ornamente sind wichtiger Bestandteil der Hydrien, sie treten nicht hinter die anderen Motive zurück. Für die Ornamente wurden Schablonen verwendet. Sie sind nicht geritzt. Der Fuß, die Henkelansätze und die Mündungsinnenseite sind mit sich abwechselnden roten und schwarzen Zungenmustern verziert. Weil die Maler die Deckfarbe auf schwarzen Glanzton legten, haben Zungeblätter schwarze Ränder. Die Hälse wurden mit Mäandern, Spiralkreuzen oder polychromen Knospenranken dekoriert, singulär ist der Fund der Verzierung durch ein Bukranion. Die Schulter wurde entweder ebenfalls mit Zungenmuster oder mit schwarzen Efeuranken und Beeren bemalt. Über den Füßen sind schwarze, weiße und rote Strahlen aufgebracht. Unter den Henkeln finden sich einzelne Palmetten.
Besonders verdient um die Erforschung der Caeretaner Hydrien machte sich Jaap M. Hemelrijk. Er unterschied auch die beiden Meister, denen die einzelnen Vasen zugeordnet werden. Hemelrijks Töpfer- und Ornamentmalereinteilungen haben sich indes nicht durchsetzen können. Er nannte die Maler Busiris-Maler und Adler-Maler. Letzterer gilt als der führende Vertreter des Stils. Sie hatten ein besonderes Interesse an mythologischen Stoffen, die meist auch einen östlichen Einfluss zeigen. Auf der Namenvase des Busiris-Malers trampelt Herakles den mythischen ägyptischen Pharao Busiris nieder. Auch sonst ist häufig Herakles dargestellt, so mit Nessos, Acheloos, dem Löwen, Alkyoneus oder Phólos. Hermes wird beim Rinderraub gezeigt, Odysseus und Polyphem, Europa, Dionysos oder die Rückführung des Hephaistos auf den Olymp. Daneben gibt es Bilder aus dem täglichen Leben, etwa Szenen aus der Palästra, Jagdszenen, Opferszenen oder Krieger. Es werden auch seltene Bilder gezeigt, so Keto, die von einer weißen Robbe begleitet wird. Einmal haben beide Maler an einer Vase gearbeitet.
Neben Hydrien ist auch ein Alabastron des Adler-Malers bekannt. An die Caeretaner Hydrien schließen sich stilistisch mit Streifen bemalte Halsamphoren an.